# Sammie Coates
Sammie Coates (Leroy, 31 marzo 1993) è un giocatore di football americano statunitense che milita nel ruolo di wide receiver per gli Edmonton Elks della Canadian Football League (CFL).

## Biografia

### Pittsburgh Steelers
Dopo avere giocato al college a football ad Auburn, Coates fu scelto nel corso del terzo giro (87º assoluto) del Draft NFL 2015 dai Pittsburgh Steelers. Debuttò come professionista subentrando nel terzo turno contro i St. Louis Rams e la settimana successiva ricevette il suo primo passaggio da 11 yard, l'unico della sua stagione da rookie, terminata con sei presenze. L'anno seguente disputò 14 gare segnando i primi 2 touchdown in carriera.

### Cleveland Browns
Il 2 settembre 2017, Coates fu scambiato con i Cleveland Browns.

### Houston Texans
Il 16 marzo 2018 Coates firmò con gli Houston Texans.